# Лутц, Роберт (теннисист)
Роберт Чарльз (Боб) Лутц (англ. Robert Charles 'Bob' Lutz; род. 29 августа 1947, Ланкастер, Пенсильвания) — американский профессиональный теннисист.
- Пятикратный победитель турниров Большого шлема в мужском парном разряде
- Победитель итогового турнира WCT 1973 года в парном разряде
- В общей сложности победитель 54 турниров Гран-при, WCT и Большого шлема в одиночном и парном разрядах
- Шестикратный обладатель Кубка Дэвиса в составе сборной США (1968—1970, 1978, 1979, 1981)

## Игровая карьера
Во время учёбы в Университете Южной Калифорнии Боб Лутц представлял этот вуз в студенческом чемпионате Северной Америки. С 1966 по 1968 год он трижды включался в символическую любительскую сборную США, а в 1967 году выиграл студенческий чемпионат Северной Америки (в финале победив чилийца Хайме Фильоля, учившегося в Университете Майами).
Уже в 1968 году Лутц, выступая в паре со старшим соотечественником Стэном Смитом, выиграл первый в карьере турнир Большого шлема — Открытый чемпионат США, бывший одним из первых открытых турниров, где теннисисты-профессионалы выступали наравне с любителями. На любительском чемпионате США за две недели до этого он стал финалистом в одиночном разряде, проиграв в пятисетовом поединке бывшему соратнику по университетской сборной, чернокожему теннисисту Артуру Эшу. С мая 1968 года Лутц начал выступления в составе сборной США в Кубке Дэвиса. Выиграв все шесть своих встреч в сезоне (одну в одиночном разряде и пять в паре со Смитом), он завоевал со сборной первый в карьере Кубок Дэвиса.
Через год Лутц дошёл до четвертьфинала в одиночном разряде на Уимблдонском турнире после побед над такими соперниками, как Ян Кодеш, Кен Розуолл и Джон Александр. Затем он снова уступил в финале любительского первенства США — теперь уже Смиту, а в конце сезона выиграл со сборной раунд вызова Кубка Дэвиса, сохранив этот трофей ещё на год. В начале 1970 года в паре со Смитом он завоевал второй за карьеру титул на турнирах Большого шлема — теперь на Открытом чемпионате Австралии. По ходу сезона 1970 года он выиграл первые в карьере открытые турниры в одиночном разряде, а в конце сезона завоевал Кубок Дэвиса в третий подряд. После этого он официально перешёл в профессионалы.
Первая половина 70-х годов стала для Лутца лучшим периодом в карьере. На Открытом чемпионате Австралии 1971 года он показал свой лучший результат в одиночном разряде в турнирах Большого шлема, пробившись в полуфинал, где проиграл Артуру Эшу, в 1972 году выиграл чемпионат США среди профессионалов в Бостоне, а в декабре того же года дошёл до финала в одном из престижнейших профессиональных турниров этого времени — Итоговом турнире WCT, снова уступив Эшу. В парном разряде его успехи были ещё более внушительными: в 1973 году они со Смитом выиграли Итоговый турнир WCT, а в 1974 году дошли до финала на всех трёх турниров Большого шлема, в которых принимали участие (за исключением Открытого чемпионата Австралии). На Открытом чемпионате Франции и Уимблдоне американская пара проиграла, а Открытый чемпионат США уже во второй раз выиграла. Всего за 1974 год Лутц и Смит победили на пяти турнирах и проиграли четыре финала.
В 1975 году, с возвратом профессиональных теннисистов в Кубок Дэвиса, состоялось и возвращение Боба Лутца в сборную США. Его повторный дебют оказался неудачным — выступая в паре с Диком Стоктоном, он проиграл встречу мексиканцам Раулю Рамиресу и Висенте Сарасуа, и команда США потерпела сенсационное поражение уже в финале Американской отборочной группы. Относительно неудачно сложился сезон и в индивидуальных турнирах — выиграв со Смитом пять второстепенных турниров, Лутц даже не приблизился к повторению прошлогоднего успеха в соревнованиях Большого шлема. Следующего крупного успеха пришлось ждать до 1977 года, когда они со Смитом вышли в финал ещё одного итогового турнира года — на этот раз разыгрываемого среди сильнейших участников тура Гран-при турнира Мастерс. Через год они завоевали третий совместный титул на Открытом чемпионате США, а в конце сезона Лутц в составе команды США стал уже четырёхкратным обладателем Большого шлема, принеся со Смитом очки сборной в межзональном полуфинале и финале.
В 1979 году на счету Лутца были выход в финал Открытого чемпионата США (со Смитом) и пятая победа в Кубке Дэвиса, а в 1980 году они со Смитом снова побывали в финалах сразу двух турниров Большого шлема, с очередной раз проиграв в Лондоне и победив в Нью-Йорке. Всего за 1980 год Лутц выиграл шесть турниров в парном и три — в одиночном разряде. В июле 1981 года Лутц, вернувшийся после двух побед подряд и годичного отсутствия, в последний раз сыграл за сборную США в Кубке Дэвиса и заработал в паре со Смитом важное очко в победном матче с действующими обладателями Кубка — командой Чехословакии, за которую играли Иван Лендл и Томаш Шмид. Американцы продолжили победную серию до финала, в котором, однако, Лутц уже не сыграл. В 1981 году он провёл свой последний финал в турнире Большого шлема, уже в третий раз упустив возможность стать победителем Уимблдонского турнира. Свои последние финалы в парах в турнирах менее высокого класса он сыграл в 1982 году, в возрасте 35 лет завоевав последний в карьере титул, а в одиночном разряде — в мае 1983 года, когда проиграл на турнире в Тампе (Флорида). Вскоре после этого он завершил выступления из-за проблем с коленом
Боб Лутц считается одним из лучших парных игроков в истории тенниса. В общей сложности он выиграл 43 профессиональных турнира в парном разряде, из них 36 — со Стэном Смитом. Вместе они одержали пять побед на турнирах Большого шлема и одну в Итоговом турнире WCT. В одиночном разряде Лутц завоевал 11 титулов и в 1972 году поднимался в мировой теннисной иерархии до седьмого места. За сборную США он провёл 17 игр (16 из них в парном разряде) и только две из них проиграл, завоевав Кубок Дэвиса лично пять раз и посодействовав сборной в завоевании шестого. В 1984 году имя Боба Лутца было включено в списки Зала славы студенческого тенниса США, а в 2005 году — в списки Зала спортивной славы Университета Южной Калифорнии. Он входил в число претендентов на включение в списки Международного зала теннисной славы в 2010 году.

## Участие в финалах турниров Большого шлема

### Мужской парный разряд (10)

#### Победы (5)
| Год  | Турнир                       | Покрытие | Партнёр   | Соперники в финале             | Счёт в финале           |
| ---- | ---------------------------- | -------- | --------- | ------------------------------ | ----------------------- |
| 1968 | Открытый чемпионат США       | Трава    | Стэн Смит | Андрес Химено Артур Эш         | 11-9, 6-1, 7-5          |
| 1970 | Открытый чемпионат Австралии | Трава    | Стэн Смит | Джон Александр Фил Дент        | 6-3, 8-6, 6-3           |
| 1974 | Открытый чемпионат США (2)   | Трава    | Стэн Смит | Патрисио Корнехо Хайме Фильоль | 6-3, 6-3                |
| 1978 | Открытый чемпионат США (3)   | Хард     | Стэн Смит | Марти Риссен Шервуд Стюарт     | 1-6, 7-5, 6-3           |
| 1980 | Открытый чемпионат США (4)   | Хард     | Стэн Смит | Джон Макинрой Питер Флеминг    | 7-6, 3-6, 6-1, 3-6, 6-3 |

#### Поражения (5)
| Год  | Турнир                     | Покрытие | Партнёр   | Соперники в финале          | Счёт в финале           |
| ---- | -------------------------- | -------- | --------- | --------------------------- | ----------------------- |
| 1974 | Открытый чемпионат Франции | Грунт    | Стэн Смит | Дик Крили Онни Парун        | 3-6, 2-6, 6-3, 7-5, 1-6 |
| 1974 | Уимблдонский турнир        | Трава    | Стэн Смит | Джон Ньюкомб Тони Роч       | 6-8, 4-6, 4-6           |
| 1979 | Открытый чемпионат США     | Хард     | Стэн Смит | Джон Макинрой Питер Флеминг | 2-6, 4-6                |
| 1980 | Уимблдонский турнир (2)    | Трава    | Стэн Смит | Питер Макнамара Пол Макнами | 6-7, 3-6, 7-6, 4-6      |
| 1981 | Уимблдонский турнир (3)    | Трава    | Стэн Смит | Джон Макинрой Питер Флеминг | 4-6, 4-6, 4-6           |

## Участие в финалах итоговых турниров

### Одиночный разряд (1)
Поражение (1)
| Год          | Турнир                           | Покрытие | Соперник в финале | Счёт в финале           |
| ------------ | -------------------------------- | -------- | ----------------- | ----------------------- |
| 1972 (осень) | Итоговый турнир WCT, Рим, Италия | Ковёр    | Артур Эш          | 2-6, 6-3, 3-6, 6-3, 6-7 |

### Парный разряд (4)
| Результат | Год  | Турнир                                | Покрытие | Партнёр    | Соперники в финале       | Счёт в финале           |
| --------- | ---- | ------------------------------------- | -------- | ---------- | ------------------------ | ----------------------- |
| Победа    | 1973 | Итоговый турнир WCT, Монреаль, Канада | Ковёр    | Стэн Смит  | Том Оккер Марти Риссен   | 6-2, 7-6(1), 6-0        |
| Поражение | 1976 | Итоговый турнир WCT, Канзас-Сити, США | Ковёр    | Рэмзи Смит | Карл Майлер Войтек Фибак | 3-6, 6-2, 6-3, 3-6, 4-6 |
| Поражение | 1977 | Мастерс, Нью-Йорк, США                | Ковёр    | Стэн Смит  | Фрю Макмиллан Боб Хьюитт | 5-7, 6-7, 3-6           |
| Поражение | 1978 | Итоговый турнир WCT, Канзас-Сити      | Ковёр    | Стэн Смит  | Том Оккер Войтек Фибак   | 7-6, 4-6, 0-6, 3-6      |

## Титулы в турнирах Гран-при, АТР и Большого шлема
| №   | Дата             | Турнир                    | Покрытие | Соперник в финале | Счёт в финале      |
| --- | ---------------- | ------------------------- | -------- | ----------------- | ------------------ |
| 1.  | 6 июня 1970      | Манчестер, Великобритания | Трава    | Том Горман        | 6-2, 9-7           |
| 2.  | 16 августа 1970  | Гроув-Сити, Огайо, США    |          | Том Горман        | 6-4, 1-6, 7-5, 6-1 |
| 3.  | 20 сентября 1971 | Сакраменто, США           | Хард     | Алехандро Ольмедо | 3-6, 6-4, 6-3      |
| 4.  | 17 октября 1971  | Кёльн, ФРГ                | Ковёр    | Джефф Боровяк     | 6-3, 6-7, 6-3, 6-2 |
| 5.  | 6 августа 1972   | Бостон, США               | Хард     | Том Оккер         | 6-4, 2-6, 6-4, 6-4 |
| 6.  | 14 апреля 1975   | Токио, Япония             | Ковёр    | Стэн Смит         | 6-4, 6-4           |
| 7.  | 5 ноября 1978    | Париж, Франция            | Хард (i) | Том Галликсон     | 6-2, 6-2, 7-6      |
| 8.  | 12 ноября 1979   | Тайбэй, Тайвань           | Ковёр    | Пат Дюпре         | 6-3, 6-4, 2-6, 6-3 |
| 9.  | 4 августа 1980   | Колумбус, Огайо, США      | Хард     | Терри Рокаверт    | 6-4, 6-3           |
| 10. | 11 августа 1980  | Стоу, Вермонт, США        | Хард     | Джохан Крик       | 6-3, 6-1           |
| 11. | 4 ноября 1980    | Кёльн (2)                 | Хард (i) | Ник Савиано       | 6-4, 6-0           |

|     | Дата             | Турнир                               | Покрытие | Партнёр         | Соперники в финале                | Счёт в финале           |
| --- | ---------------- | ------------------------------------ | -------- | --------------- | --------------------------------- | ----------------------- |
| 1.  | 29 августа 1968  | Открытый чемпионат США, Нью-Йорк     | Трава    | Стэн Смит       | Андрес Химено Артур Эш            | 11-9, 6-1, 7-5          |
| 2.  | 19 июля 1969     | Цинциннати, США                      | Грунт    | Стэн Смит       | Чарли Пасарелл Артур Эш           | 6-3, 6-4                |
| 3.  | 19 января 1970   | Открытый чемпионат Австралии, Сидней | Трава    | Стэн Смит       | Джон Александр Фил Дент           | 8-6, 6-3, 6-4           |
| 4.  | 28 сентября 1970 | Беркли, Калифорния, США              | Хард     | Стэн Смит       | Рой Барт Том Горман               | 6-2, 7-5, 4-6, 6-2      |
| 5.  | 18 февраля 1972  | Филадельфия, США                     | Ковёр    | Артур Эш        | Джон Ньюкомб Тони Роч             | 6-3, 6-7, 6-3           |
| 6.  | 9 апреля 1973    | Брюссель, Бельгия                    | Ковёр    | Стэн Смит       | Джон Александр Фил Дент           | 6-4, 7-6                |
| 7.  | 16 апреля 1973   | Йоханнесбург, ЮАР                    | Хард     | Стэн Смит       | Фрю Макмиллан Аллан Стоун         | 6-1, 6-4, 6-4           |
| 8.  | 3 мая 1973       | Итоговый турнир WCT, Монреаль        | Ковёр    | Стэн Смит       | Том Оккер Марти Риссен            | 6-2, 7-6(1), 6-0        |
| 9.  | 31 марта 1974    | Атланта, США                         | Грунт    | Стэн Смит       | Брайан Готтфрид Дик Стоктон       | 6-3, 3-6, 7-6           |
| 10. | 7 апреля 1974    | Новый Орлеан, США                    |          | Стэн Смит       | Оуэн Дэвидсон Джон Ньюкомб        | 4-6, 6-4, 7-6           |
| 11. | 19 августа 1974  | Бостон, США                          | Грунт    | Стэн Смит       | Ханс-Юрген Поман Марти Риссен     | 3-6, 6-4, 6-3           |
| 12. | 28 августа 1974  | Открытый чемпионат США (2)           | Трава    | Стэн Смит       | Патрисио Корнехо Хайме Фильоль    | 6-3, 6-3                |
| 13. | 23 сентября 1974 | Сан-Франциско, США                   | Ковёр    | Стэн Смит       | Джон Александр Сид Болл           | 6-4, 7-6(6)             |
| 14. | 17 февраля 1975  | Форт-Уэрт, Техас, США                | Хард     | Стэн Смит       | Джон Александр Фил Дент           | 6-7(2), 7-6(0), 6-3     |
| 15. | 14 апреля 1975   | Токио, Япония                        | Ковёр    | Стэн Смит       | Джон Александр Фил Дент           | 6-4, 6-7(6), 6-2        |
| 16. | 21 апреля 1975   | Хьюстон, США                         | Грунт    | Стэн Смит       | Расселл Симпсон Майк Эстеп        | 7-5, 7-6(5)             |
| 17. | 21 июля 1975     | Вашингтон (Гран-при), США            | Грунт    | Стэн Смит       | Брайан Готтфрид Рауль Рамирес     | 7-5, 2-6, 6-1           |
| 18. | 18 августа 1975  | Колумбус, Огайо, США                 | Хард     | Стэн Смит       | Ханс-Юрген Поман Юрген Фассбендер | 6-2, 6-7, 6-3           |
| 19. | 12 января 1976   | Индианаполис, США                    | Ковёр    | Стэн Смит       | Витас Герулайтис Том Горман       | 6-2, 6-4                |
| 20. | 2 февраля 1976   | Барселона, Испания                   | Грунт    | Рэмзи Смит      | Карл Майлер Войтек Фибак          | 6-3, 6-3                |
| 21. | 17 февраля 1976  | Рим, Италия                          | Грунт    | Стэн Смит       | Дик Крили Фрю Макмиллан           | 6-7(5), 6-3, 6-4        |
| 22. | 20 сентября 1976 | Лос-Анджелес, США                    | Ковёр    | Стэн Смит       | Чарли Пасарелл Артур Эш           | 6-2, 3-6, 6-3           |
| 23. | 14 марта 1977    | Вашингтон (WCT), США                 | Ковёр    | Стэн Смит       | Брайан Готтфрид Рауль Рамирес     | 6-3, 7-5                |
| 24. | 25 апреля 1977   | Лас-Вегас, США                       | Хард     | Стэн Смит       | Рауль Рамирес Боб Хьюитт          | 6-3, 3-6, 6-4           |
| 25. | 8 августа 1977   | Колумбус (2)                         | Хард     | Стэн Смит       | Джин Майер Питер Флеминг          | 4-6, 7-5, 6-2           |
| 26. | 3 октября 1977   | Мауи, Гавайи, США                    | Хард     | Стэн Смит       | Брайан Готтфрид Рауль Рамирес     | 7-6, 6-4                |
| 27. | 28 ноября 1977   | Йоханнесбург (2)                     | Хард     | Стэн Смит       | Реймонд Мур Питер Флеминг         | 6-3, 7-5, 6-7, 7-6      |
| 28. | 12 февраля 1978  | Спрингфилд, Массачусетс, США         | Ковёр    | Стэн Смит       | Ян Кодеш Марти Риссен             | 6-3, 6-3                |
| 29. | 13 марта 1978    | Вашингтон (WCT) (2)                  | Ковёр    | Стэн Смит       | Джон Макинрой Артур Эш            | 6-7, 7-5, 6-1           |
| 30. | 29 августа 1978  | Открытый чемпионат США (3)           | Хард     | Стэн Смит       | Марти Риссен Шервуд Стюарт        | 1-6, 7-5, 6-3           |
| 31. | 19 февраля 1979  | Денвер, США                          | Ковёр    | Стэн Смит       | Том Оккер Войтек Фибак            | 7-6, 6-3                |
| 32. | 11 марта 1979    | Вашингтон (WCT) (3)                  | Ковёр    | Стэн Смит       | Боб Кармайкл Брайан Тичер         | 6-4, 7-5, 3-6, 7-6      |
| 33. | 9 июля 1979      | Ньюпорт, Род-Айленд, США             | Трава    | Стэн Смит       | Джон Джеймс Крис Качел            | 6-4, 7-6                |
| 34. | 6 августа 1979   | Колумбус (3)                         | Грунт    | Брайан Готтфрид | Тим Галликсон Том Галликсон       | 4-6, 6-3, 7-6           |
| 35. | 13 августа 1979  | Кливленд, США                        | Хард     | Стэн Смит       | Франсиско Гонсалес Фред Макнейр   | 6-3, 6-4                |
| 36. | 5 ноября 1979    | Открытый чемпионат Гонконга          | Хард     | Пат Дюпре       | Стив Дентон Джефф Терпин          | 6-3, 6-4                |
| 37. | 7 апреля 1980    | Талса, Оклахома, США                 | Хард (i) | Дик Стоктон     | Франсиско Гонсалес Фред Макнейр   | 2-6, 7-6, 6-2           |
| 38. | 22 апреля 1980   | Лас-Вегас (2)                        | Хард     | Стэн Смит       | Джин Майер Войтек Фибак           | 6-2, 7-5                |
| 39. | 11 августа 1980  | Стоу, Вермонт, США                   | Хард     | Бернард Миттон  | Илие Настасе Ферди Тайган         | 6-4, 6-3                |
| 40. | 26 августа 1980  | Открытый чемпионат США (4)           | Хард     | Стэн Смит       | Джон Макинрой Питер Флеминг       | 7-6, 3-6, 6-1, 3-6, 6-3 |
| 41. | 20 октября 1980  | Вена, Австрия                        | Хард (i) | Стэн Смит       | Хайнц Гюнтхардт Павел Сложил      | 6-1, 6-2                |
| 42. | 25 ноября 1980   | Йоханнесбург (3)                     | Хард     | Стэн Смит       | Хайнц Гюнтхардт Пол Макнами       | 6-7, 6-3, 6-4           |
| 43. | 14 декабря 1982  | Хартфорд, США                        | Ковёр    | Дик Стоктон     | Трейси Делатте Майк Кэхилл        | 7-6, 6-3                |

## Финалы Кубка Дэвиса

### Победы (5)
| Год  | Место проведения             | Покрытие | Команда                                           | Соперники                                                     | Счёт |
| ---- | ---------------------------- | -------- | ------------------------------------------------- | ------------------------------------------------------------- | ---- |
| 1968 | Аделаида, Австралия          | Трава    | США К. Гребнер, Б. Лутц, С. Смит, А. Эш           | Австралия Дж. Александр, Б. Боури, Р. Раффлз                  | 4:1  |
| 1969 | Кливленд, США                | Хард     | США Б. Лутц, С. Смит, А. Эш                       | Румыния И. Настасе, И. Цириак                                 | 5:0  |
| 1970 | Кливленд                     | Хард     | США Б. Лутц, К. Ричи, С. Смит, А. Эш              | ФРГ В. Бунгерт, К. Кунке                                      | 5:0  |
| 1978 | Ранчо-Мираж, Калифорния, США | Хард     | США Б. Готтфрид, Б. Лутц, Дж. Макинрой, С. Смит   | Великобритания М. Кокс, Дж. Ллойд, Д. Ллойд, К. Моттрам       | 4:1  |
| 1979 | Сан-Франциско, США           | Хард     | США В. Герулайтис, Б. Лутц, Дж. Макинрой, С. Смит | Италия К. Барадзутти, П. Бертолуччи, А. Зугарелли, А. Панатта | 5:0  |